# Michal Hanek
Michal Hanek (* 18. září 1980, Trenčín) je slovenský fotbalový obránce a bývalý reprezentant.

## Klubová kariéra
Svou fotbalovou kariéru zahájil v Dolné Sůči, kde působil v tamním žákovském týmu a poté přestoupil do Dubnice, kde hrál v žákovských a dorosteneckých týmech. V 18 letech debutoval v tamním A týmu a ihned si vybojoval místo v základní sestavě, odehrál zde celkem 73 ligových utkání a vstřelil 3 góly, stal se z něj kapitán týmu.
V lednu 2003 přestoupil do ruského Dynama Moskva, odkud jej na podzim 2005 koupil klub AC Sparta Praha. Smlouvu podepsal do června 2008. Při příchodu měl punc hvězdy, kterou si přivedl trenér Jaroslav Hřebík. Po příchodu trenéra Stanislava Grigy se však neprosazoval do A-mužstva a proto tým v polovině roku 2006 opustil a přestoupil do slovenského týmu ŠK Slovan Bratislava, se kterým na jaře 2009 vybojoval mistrovský titul. Poté odehrál sezonu za 1. FC Tatran Prešov a odešel do Polska, kde hrál za celky Polonia Bytom a Zagłębie Lubin. Následoval přesun do Rakouska a angažmá v Kapfenberger SV. Od roku 2012 hrál Hanek v maďarském Diósgyőri VTK, s nímž se v lednu 2014 domluvil na rozvázání smlouvy.

## Reprezentační kariéra
Hanek debutoval v A-mužstvu Slovenska 29. 4. 2002 v Tokiu na turnaji Kirin Cup proti domácí reprezentaci Japonska (porážka 0:1). Celkem odehrál v letech 2002–2005 za slovenský národní tým 14 zápasů, branku nevstřelil.